# Голубково (Путивльский район)
Голубково (укр. Голубкове) — село,
Чернобровкинский сельский совет,
Путивльский район,
Сумская область,
Украина.
Код КОАТУУ — 5923888103. Население по переписи 2001 года составляло 22 человека .

## Географическое положение
Село Голубково находится недалеко от истоков реки Кубер.
На расстоянии в 1 км расположены сёла Трудовое, Зозулино, Чернобровкино и Ильинское.
Рядом проходит автомобильная дорога Т-1911.

## Происхождение названия
На территории Украины 2 населённых пункта с названием Голубково.